# 황금의 펜타곤 2
《황금의 펜타곤 2》는 2014년 10월 26일부터 2014년 12월 28일까지 KBS 1TV에서 방송된 창업 오디션 프로그램이다. 8차례의 대결을 통해 8명의 주 우승자가 선정되며, 주 우승자 간의 준결승, 결승을 통해 우승자가 결정된다. 매번 주 우승자에게는 IBK기업은행으로부터 5억 원 한도 사업자금 대출(연리 1%) 자격이 주어진다. 더불어 최종 우승팀에게는 1억원의 상금 및 10억 사업자금 대출 혜택이 부여된다. 446팀이 참여했으며, 서류심사를 통해 99팀이 가려졌고, 2차 면접 심사로 45팀이 본선에 진출했다.

## 결과

### Top8
| 순위 | 이름                | 소속         |
| ---- | ------------------- | ------------ |
| 1위  | 김주윤 (8주차 우승) | 닷           |
| Top3 | 김용경 (4주차 우승) | 채팅캣       |
| Top3 | 박현진 (7주차 우승) | 퍼즐락       |
| Top8 | 정욱진 (1주차 우승) | 바이카       |
| Top8 | 김재훈 (2주차 우승) | 스마트무쇠손 |
| Top8 | 최진영 (3주차 우승) | 트러스트리   |
| Top8 | 이남진 (5주차 우승) | 그린피쉬     |
| Top8 | 손우람 (6주차 우승) | 람테크놀로지 |

### 기타 본선 진출자 (Top45)
| 주차 | 이름            | 소속               |
| ---- | --------------- | ------------------ |
| 1    | 권익환          | 사픈고트           |
| 1    | 박종근          | 제이엔텍           |
| 1    | 김진용          | 알밤               |
| 1    | 김인규          | 아이엔에이치       |
| 2    | 박창기          | 아웃쿡             |
| 2    | 김성태          | 휴이컴퍼니         |
| 2    | 김조은          | G&F                |
| 2    | 윤영중          | 에바인             |
| 3    | 정병준          | 뉴스젤리           |
| 3    | 이덕근          | 다이어트삼겹살     |
| 3    | 이형곤          | 위드스템           |
| 3    | 전지훈          | 라이클             |
| 4    | 김영호          | 말랑스튜디오       |
| 4    | 박찬석 & 박지연 | 드로얀워크스테이션 |
| 4    | 이의복          | 핼로챗             |
| 4    | 김일겸          | 허브앤스포크       |
| 4    | 박치환          | 아지트펫           |
| 5    | 이충희          | 브레이브팝스컴퍼니 |
| 5    | 김상범          | 끌로드글램         |
| 5    | 황윤진          | 에이더             |
| 5    | 김봉현          | 블루골드           |
| 5    | 차희찬          | 아이브러쉬         |
| 6    | 최윤진          | 펠루               |
| 6    | 이성종          | 수상에스티         |
| 6    | 진장민          | 도하시하           |
| 6    | 박정호          | 인선모터스         |
| 6    | 오준호          | RHT                |
| 7    | 이현아          | 평등한 밥상        |
| 7    | 박재환          | 나날이 스튜디오    |
| 7    | 리차드 주       | 케이팝 유나이티드  |
| 7    | 이문주          | 모두의지도         |
| 8    | 김통일          | 비체룸             |
| 8    | 정기운          | 파이브툴           |
| 8    | 정범윤 & 이지수 | 다노               |
| 8    | 임은선          | 푸드플라이         |